# Abadía de Ebrach

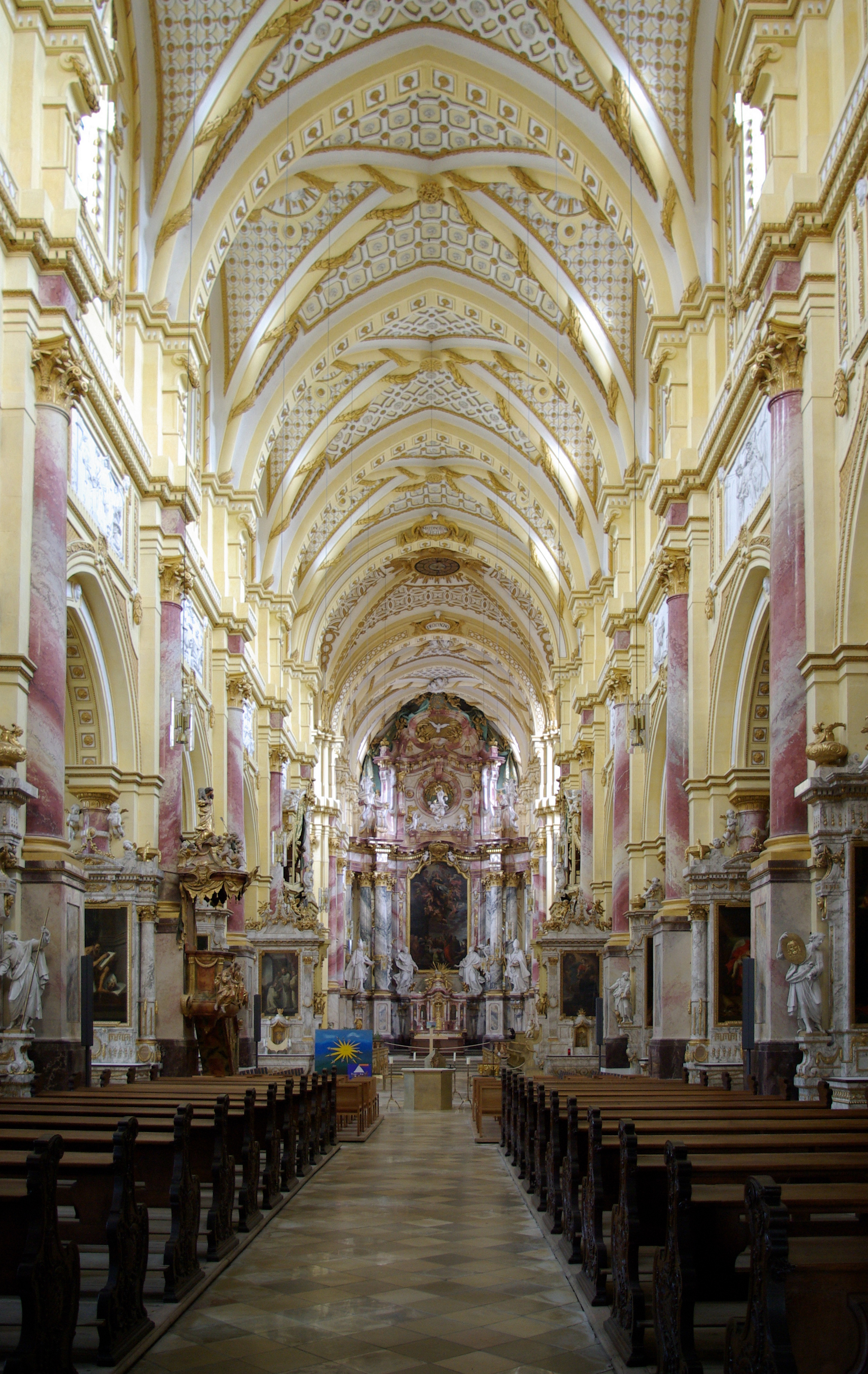
Iglesia de abadía anterior: nave con altar alto

La abadía de Ebrach (en alemán: Kloster Ebrach) fue un antiguo monasterio cisterciense en Ebrach en Oberfranken, Baviera, Alemania, que ahora se utiliza como una institución para delincuentes juveniles y una basílica en la iglesia.

## Historia

### Abadía
La abadía, dedicada a la Virgen María, San Juan Evangelista y San Nicolás, fue fundada en 1126 o 1127, como la casa más antigua de la orden cisterciense en Franconia. El fundador, es decir, el proveedor de las tierras, fue un noble local llamado Berno. La participación de otros fundadores mencionados en documentos históricos, como el rey Conrado III, es dudosa. Los supuestos hermanos de Berno, Richwin y Berthrade, también pueden no haber existido. La abadía fue ocupada por doce monjes de la abadía de Morimond en Borgoña, bajo el primer abad, Adán de Ebrach. La primera iglesia fue dedicada en 1134, sin embargo, esta fue reemplazada completamente más tarde.: 240 
Gertrudis de Sulzbach, la mujer de Conrado III, quién murió en 1146, fue enterrada aquí.
La construcción de la iglesia actual comenzó en 1200 y se completó en su mayoría en 1285. La última parte del edificio principal que se terminó fue la fachada oeste.: 240 
La abadía se disolvió durante la secularización en 1803. La iglesia se convirtió en la iglesia parroquial local.

### Entierros de los corazones  de los obispos de Würzburg
Desde el siglo XIII, los corazones de los obispos de Würzburg han sido llevados a la abadía de Ebrach después de su muerte; sus entrañas fueron enviadas a la Marienkirche y sus cuerpos a la catedral de Würzburg. Se dice que unos 30 corazones de obispos, algunos de los cuales habrían sido profanados durante la Guerra de los Campesinos Alemanes, encontraron su lugar de descanso final en Ebrach. El príncipe-obispo Julius Echter von Mespelbrunn (m. 1617) rompió con esta tradición y dejó instrucciones para que su corazón fuera enterrado en el Neubaukirche.

### Prisión
Desde 1851, los locales han servido como prisión (Justizvollzugsanstalt Ebrach) y desde 1958 como una institución para jóvenes delincuentes.

## Descripción

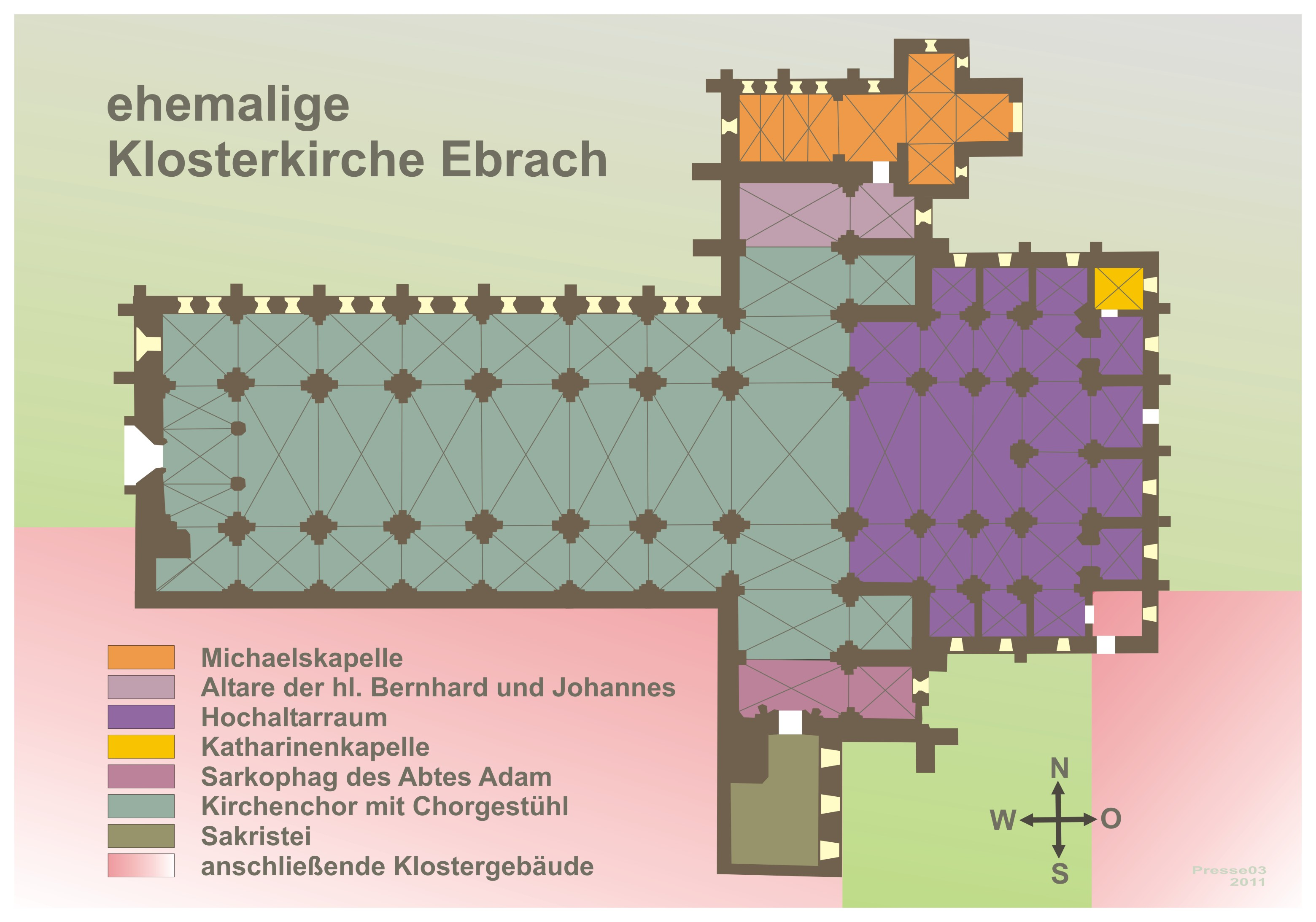
Mapa de la iglesia de abadía

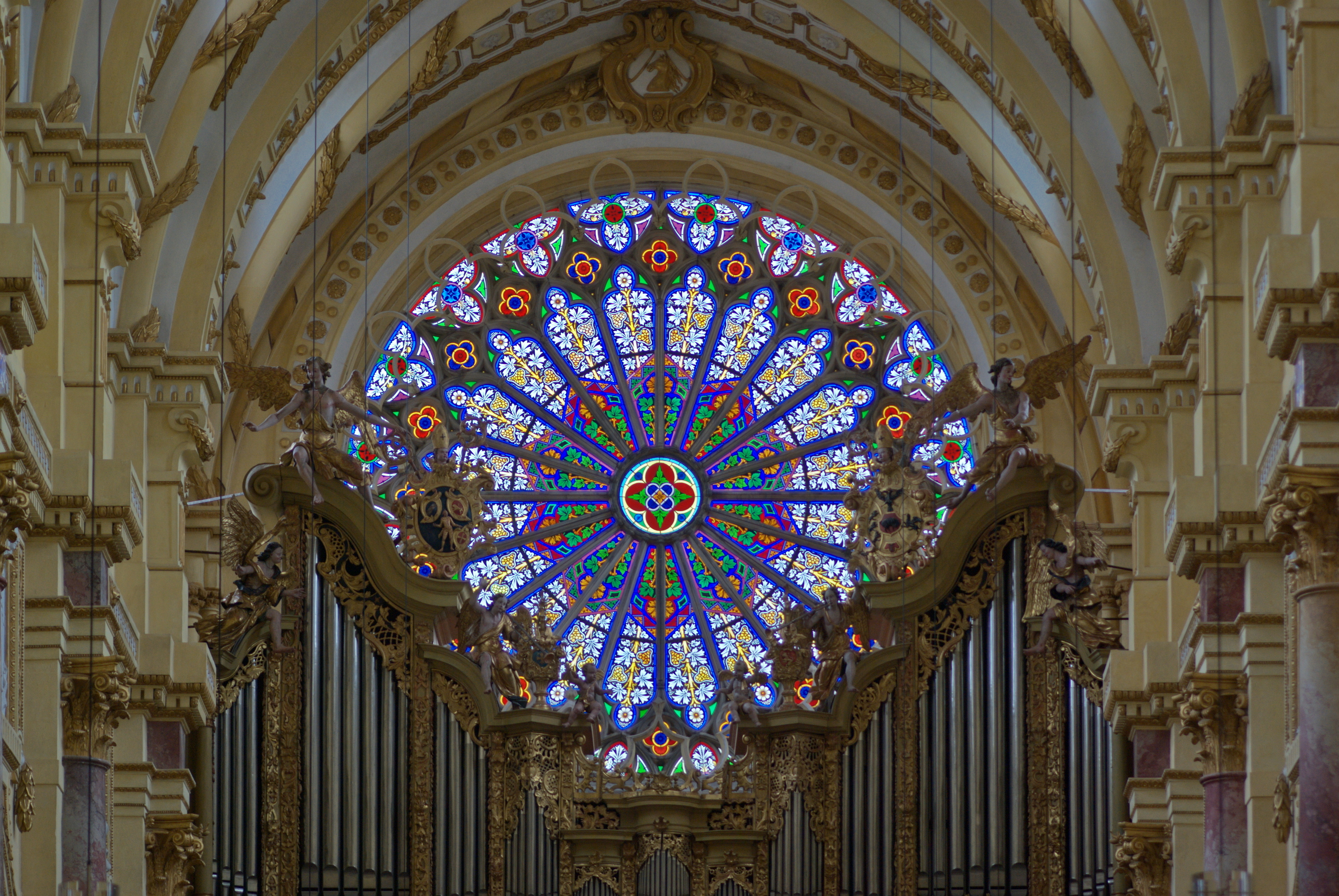
Ventana rosetón interior

### Iglesia
La iglesia abacial de Ebrach es un ejemplo clásico de la arquitectura cisterciense del gótico temprano. Es una basílica cruciforme de tres naves. El transepto termina en el este en cuatro capillas, otras doce rodean el coro. El exterior actualmente conserva principalmente su aspecto original (aunque se añadió una torre de madera en 1716), pero el interior se modificó significativamente en el siglo XVIII.: 240 
La fachada occidental de finales del siglo XIII presenta un portal gótico flanqueado por estatuas de los patrones María y Juan el Evangelista, agregado en 1648/9. Sobre el portal hay un gran rosetón (de aproximadamente el 1280), con un diámetro de 7,6 metros, inspirado en la ventana norte de Notre Dame de Paris. La ventana original se encuentra hoy en el Museo Nacional de Baviera, pero la réplica es una copia muy exacta.: 241 
El interior de la iglesia se modificó a finales del siglo XVIII, en estilo neoclásico francés. Materno Bossi Creó los diseños de estuco. Se añadieron columnas corintias, un umbral neoclásico y se cubrió la bóveda gótica con guirnaldas de estuco. Las paredes y el techo se cubrieron de estuco blanco y amarillo. Los relieves de estuco muestran escenas de la vida de Jesús (nave) y de la vida de Bernardo de Claraval (coro). Las pinturas al óleo en las paredes de los pasillos laterales muestran a santos o miembros beatificados de la orden cisterciense.: 241 
Los altares fueron hechos por Bossi a partir de estuco parecido al mármol. Las estatuas que las adornan fueron hechas por Johann Peter Alexander Wagner. El altísimo altar mayor presenta una pintura del siglo XVII que muestra la Asunción de María, basada en un cuadro anterior de Peter Paul Rubens. El tabernáculo muestra figuras de San Pedro, Juan el Evangelista, Bernardo de Claraval y Edmundo de Canterbury por Wagner.: 241 
El coro tiene sillones tallados en madera y escenas en alabastro de la vida de Jesús. Por encima de los sillones, ambos lados están ocupados por el órgano. El enrejado de hierro forjado rococó que una vez dividió el coro de la nave (hecho en 1743 por Marx Gattinger) fue desmantelado después de que la iglesia se transformara en una iglesia parroquial y la pieza central se reinstaló debajo de la galería de órganos en la entrada de la iglesia. Esta galería data de 1704 y el órgano, por J. Ph. Seuffert, fue agregado en 1743 (tallas en rococó por A. Gutmann).: 241 

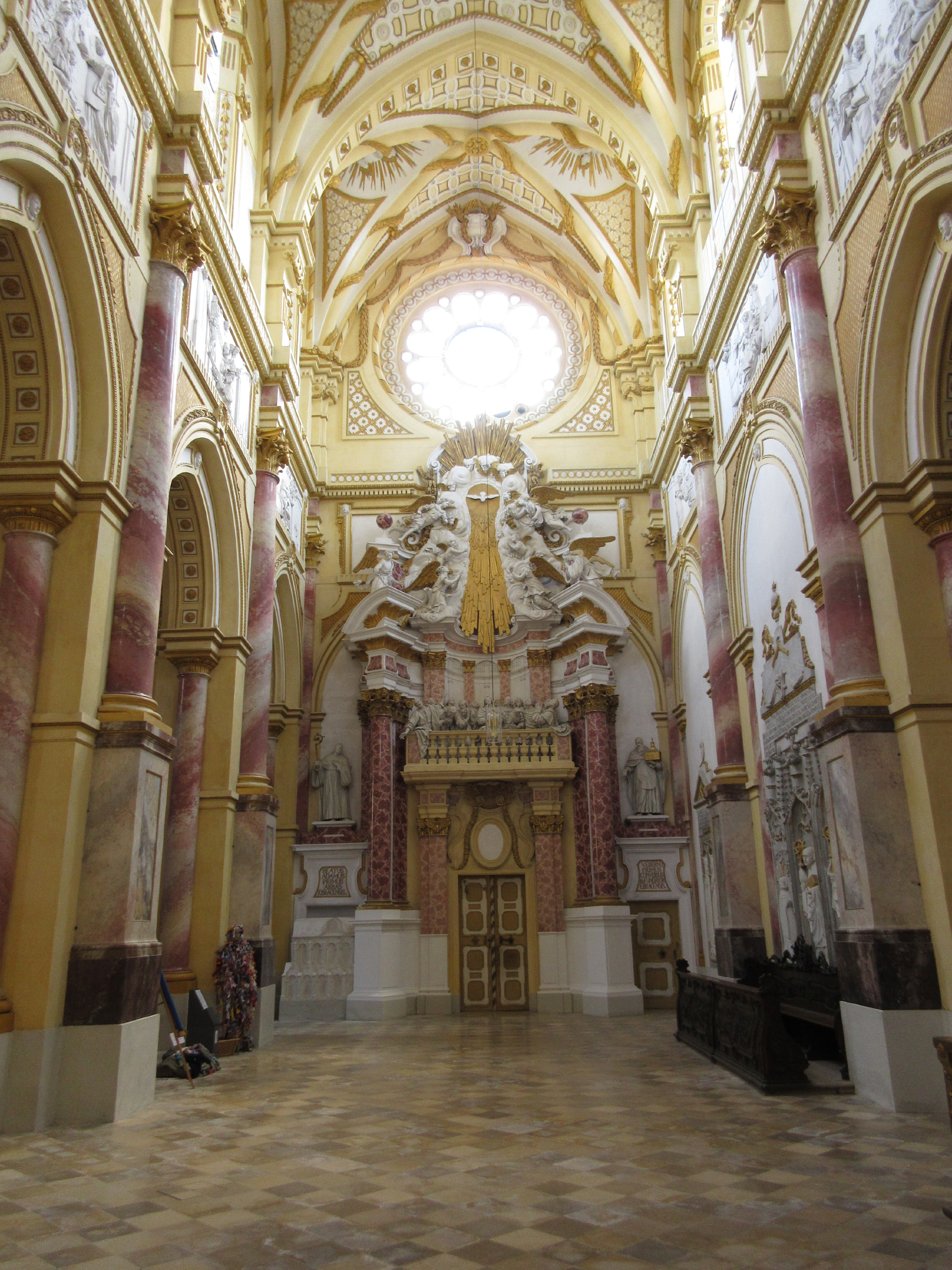
Extremo sur del crucero con esculturas de Pentecostés y puerta falsa que incorpora la entrada a la sacristía.

El crucero meridional presenta un grupo de esculturas del Pentecostés (1696, por G.B. Brenno) sobre una puerta falsa, flanqueada por estatuas del fundador, Berno, y el primer abad, Adán. El mausoleo de estuco es una mezcla de estilos renacentista y gótico.: 241 
El acceso al círculo de capillas se hace a través de los arcos de estuco y mármol de Daniel Friedrich Humbach (1741), que muestran a Juan Nepomuceno (sur) y Jesús con los Santos auxiliadores (norte). Las capillas todavía contienen altares del barroco temprano o, en el caso de la Katharinenkapelle, un altar renacentista. En la parte posterior del altar mayor se encuentran los monumentos funerarios de Gertrud y su hijo Federico IV de Suabia. Estos fueron creados después de 1600 basados en piezas anteriores. Esto también se aplica a los epitafios de los obispos de Würzburg Bertoldo II de Sternberg y Manegold von Neuenburg.  En la pared norte se encuentran los nichos para los corazones de los obispos de Würzburg. Debido al saqueo de la abadía en la Guerra de los Campesinos Alemanes, la mayoría de ellos fueron destruidos o se perdieron. Sin embargo, los corazones de Melchior Zobel von Giebelstadt y Friedrich von Wirsberg todavía están allí.: 241 
En el crucero septentrional se alza un altar renacentista hecho de arenisca y alabastro dedicado a Bernardo de Claraval, creado en 1625/6 por Veit Dümpel. A la derecha de este altar se encuentra la entrada a la Michaeliskapelle con tres altares dedicados en 1207 que sobrevivieron para la redecoración de la iglesia. La capilla combina elementos románicos tardíos y góticos tempranos. Dado que el eje de esta capilla y la cripta de abajo no están alineados con el resto de la iglesia, estas pueden ser las partes más antiguas de la estructura, comenzadas antes de que se terminara el proyecto para la basílica general.: 241 

### Edificios monásticos

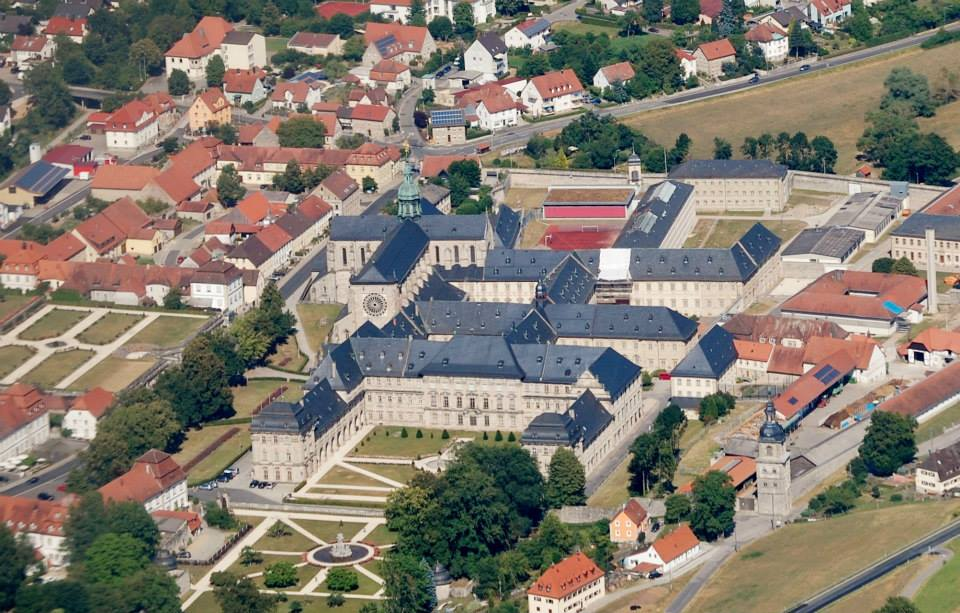
Vista aérea de la abadía

Los edificios de la abadía barroca se construyeron en dos fases (1687-1698 y 1715-1735), agrupados en dos patios cerrados y tres abiertos. Las dos fachadas principales, la norte del Abteibau y la oeste del Festssaalbau se encuentran frente a una Cour d'honneur. El tramo anterior fue planeado y construido por Leonhard Dientzenhofer (alas orientales y fachada norte de dos pisos) en estilo barroco temprano, en piedra arenisca gris/blanca. Después de la muerte de Dientzenhofer, la construcción se detuvo hasta que J. Greising construyó el Empfangsbau en 1716. Más tarde, basándose en los planes revisados por Balthasar Neumann, construyó el frente occidental del gran cour d'honneur y construyó el Festsaalbau en su extremo oriental. Neumann también fue responsable de la escalera de Empfangsbau, basada en un diseño del palacio de Weißenstein. Las estatuas de la escalera fueron hechas por Balthasar Esterbauer y otras esculturas son de Daniel Humbach. El trabajo de estuco fue realizado por G. Hennicke y el fresco del techo por J.A. Remele (1712-22). El Kaisersaal también presenta trabajos en estuco de Hennicke, que rodea una pintura del techo central de "El triunfo del cordero" de Clemens Lünenschloss.: 241 

### Parque

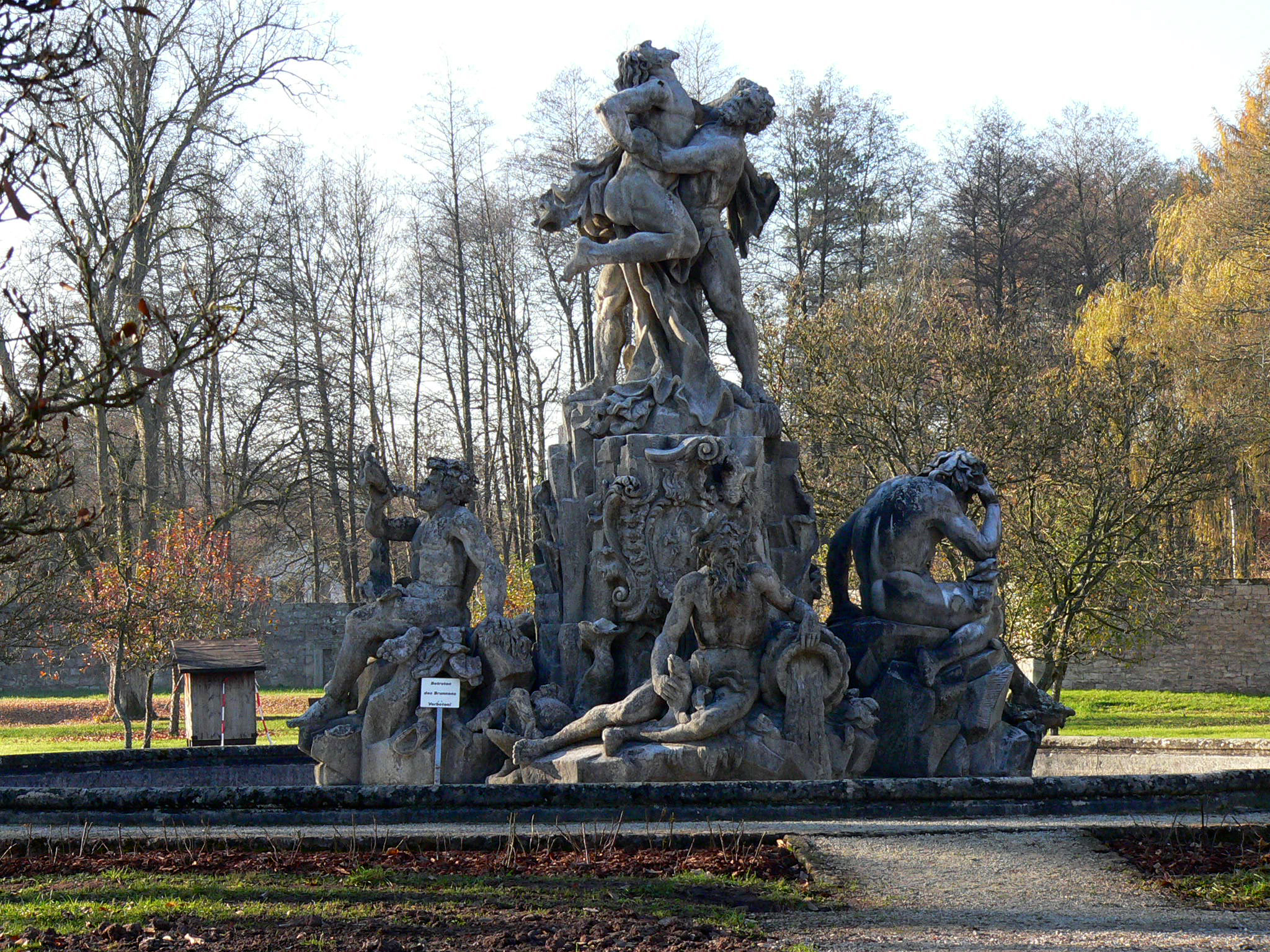
Fuente de Hércules

Los parques se modificaron significativamente en el siglo XIX. La gran fuente de W. van der Auvera, que muestra a Hércules y Anteo (1747). Balthasar Neumann planeó una torre de vigilancia al sudoeste. Al noroeste y al norte hay edificios administrativos y una terraza con una orangerie. La Bamberger Tor aún permanece.: 241 

## Actualmente
Todavía se pueden visitar un museo y algunas partes de los edificios de la abadía en visitas guiadas a la zona de la prisión. La iglesia está abierta al público.

## Galería

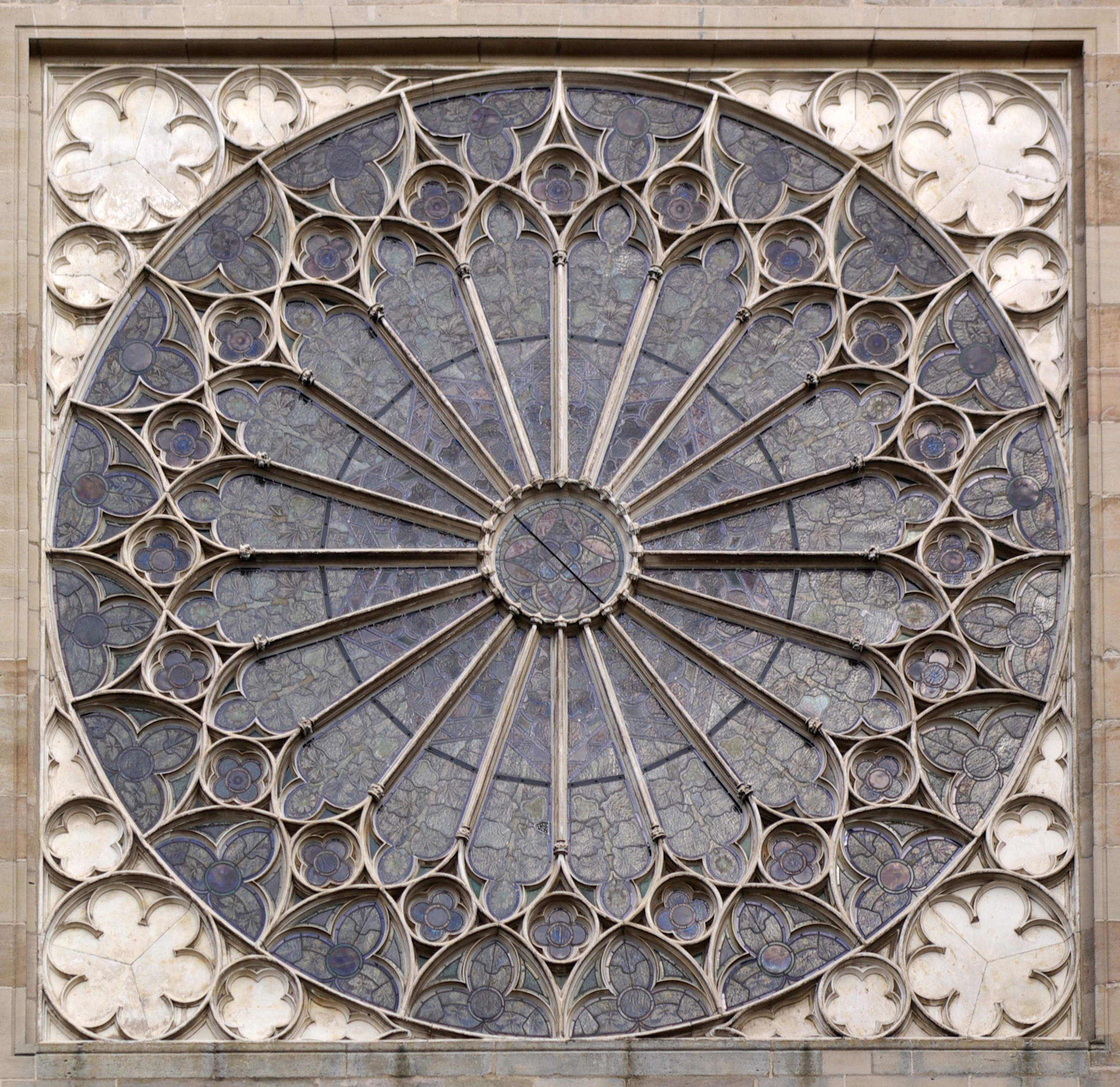
Rosetón exterior
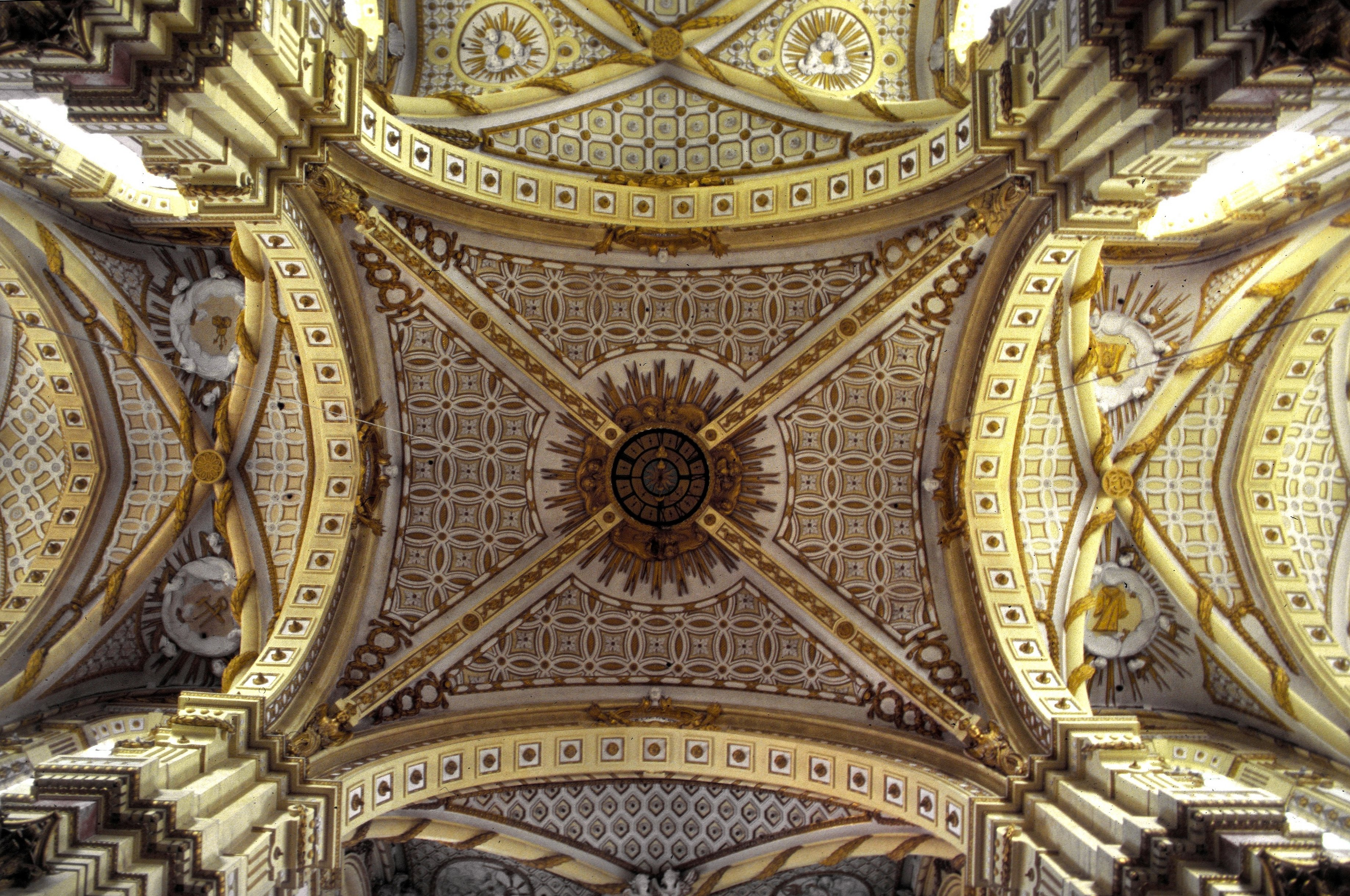
Detalle de bóveda de crucería del techo.
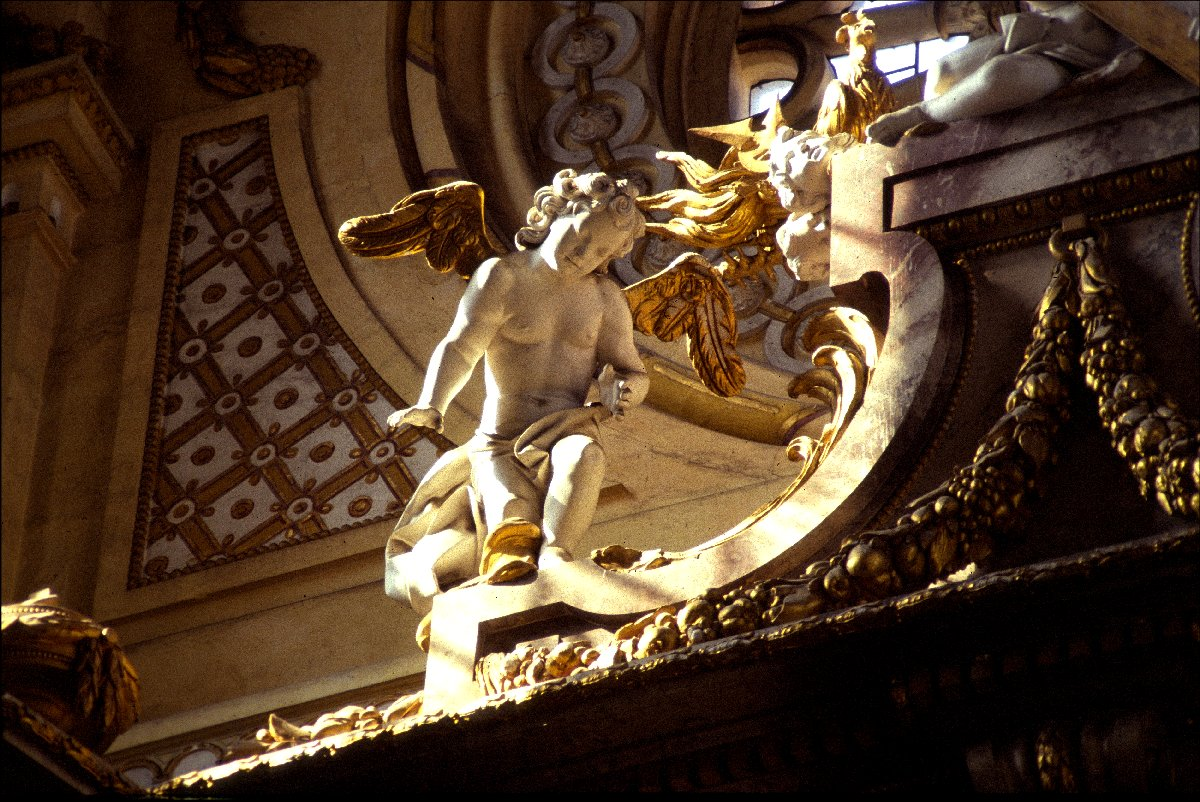
Figura de ángel
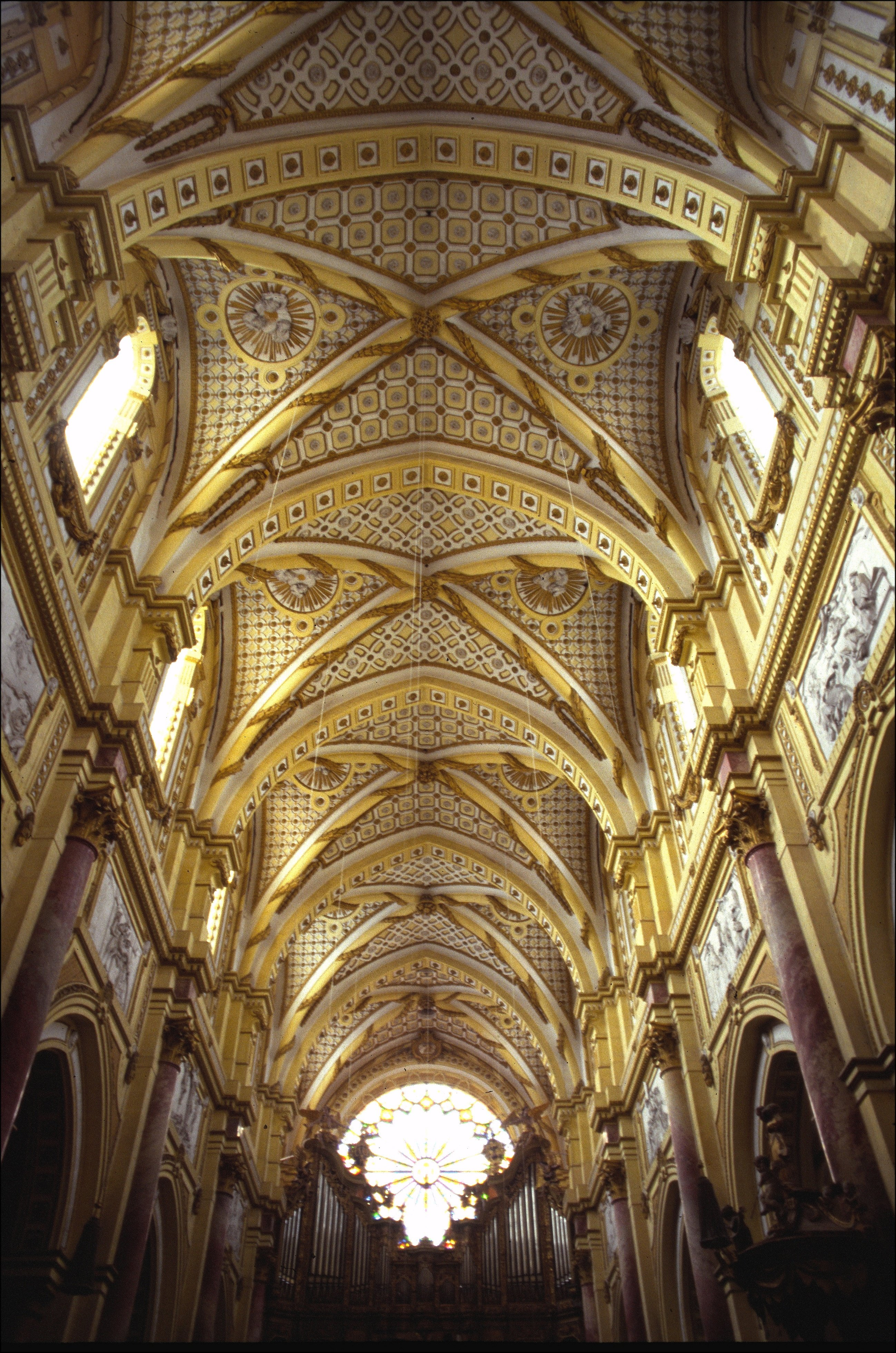
Techo

## Lecturas
- Adelhard Kaspar: Chronik der Abtei Ebrach, Münsterschwarzach 1971.
- Wolfgang Wiemer: Zisterzienserabtei Ebrach. Geschichte und Kunst. München und Zürich 1992 (= Schnell & Steiner, Große Kunstführer Banda 177).  ISBN 3-7954-0852-0.
- Wolfgang Wüst:  "… im flor der reichs-ohnmittelbarkeit": Dado Zisterzienserabtei Ebrach zwischen Fürstendienst und Reichsfreiheit unter Abt Eugen Montag (1791-1802), en: Jahrbuch für Fränkische Landesforschung 57 (1997) p. 181@–198.  ISSN 0446-3943.
- Wolfgang Wüst: Gemeinde- und Dorfrechte unter den Ebracher Zisterziensern. Zur Frage frühneuzeitlicher Selbstbestimmung. Mit der Edición der Großbirkacher Dorfordnung von Abt Wilhelm Söllner (1714−1741), en: Würzburger Diözesan-Geschichtsblätter 78 (2015) p. 429@–446.  ISSN 0342-3093.
- Wolfgang Wiemer: Dado Gärten der Abtei Ebrach, Berlina 1999,   .
- Wolfgang Wiemer: Festschrift Ebrach - 200 Jahre nach der Säkularisation 1803, Forschungskreis Ebrach (ed.), 2004.  ISBN 3-9301-0411-3.
- Wolfgang Wiemer: Harmonie und Maß - Ergebnisse der Proportionsanalyse der Abteikirche Ebrach, en: J.J. Emerick Y D.B. Deliyannis (Hrsg.): Arqueología en Arquitectura - Estudios en Honor de Cecil L Percusor, Maguncia 2005, p. 199@–216.
- H. Mayer: Kleiner Kunstführer @– Ehemalige Zisterzienserabteikirche Ebrach (Schnell & Steiner Kunstführer Nr. 274), Regensburg 1938, 22. Auflage (2008) por Wolfgang Wiemer,   .
- Annett Haberlah-Pohl: Lutherische Verwalter En einer katholischen Enklave. Dado Pfleger des Ebracher Klosterhofs en Nürnberg 1744 bis 1803, en: Jahrbuch für Fränkische Landesforschung 64 (2004), p. 105@–130